# Caio Mario Garrubba
Caio Mario Garrubba (Napoli, 19 dicembre 1923 – Spoleto, 3 maggio 2015) è stato un fotoreporter italiano.
Uno dei massimi esponenti della fotografia italiana del XX secolo, diventa ben presto noto come "il fotografo del comunismo della speranza". Esclusivi i suoi reportage su Ho Chi Minh, Mao Zedong e Nikita Sergeevič Chruščёv. È stato il fotografo che con il suo obiettivo ha saputo mettere in risalto gli aspetti sociali e le contraddizioni del socialismo reale.

## Biografia
Garrubba nasce a Napoli nel 1923 da genitori calabresi della provincia di Catanzaro (oggi di Crotone), consegue la maturità classica e quindi studia medicina prima, poi storia e filosofia nelle università di Napoli e Roma, dove ben presto si trasferisce. Incomincia nel 1953 l'intesa sua attività fotografica nel campo del fotogiornalismo (che cesserà operativamente nel 1990), cinque anni dopo aver lasciato definitivamente l'università e mentre era già impegnato politicamente (dal 1946) con il partito comunista collaborando con i giornali del suo sindacato CGIL e del relativo patronato (INCA). Nel 1952 parte per la Spagna dove inizia la sua carriera di fotoreporter; scatta le sue prime foto che saranno pubblicate sulla rivista il Mondo di Mario Pannunzio, una delle più importanti riviste del dopoguerra che aggregava e diffondeva le istanze intellettuali di quel periodo. Sarà da quel momento che Garrubba inizia anche la sua stretta collaborazione con la rivista di politica e cultura fondata da Elio Vittorini, Il Politecnico,  e in seguito con il settimanale l'Espresso.
Le tappe dell'attività di Garrubba come fotografo furono diverse, dal suo iniziale e preponderante interesse per la fotografia iniziato in giovane età in Calabria, alla "formazione" della cosiddetta "scuola romana" con la realizzazione di una sodalistica agenzia fotografica per il fotogiornalismo internazionale (Fotografi Associati), al matrimonio con una donna che l'accompagnerà per tutta la vita e che fu per il suo lavoro, la sua principale collaboratrice, al suo lavoro di fotogiornalista internazionale e la sua prevalente collaborazione con testate non italiane.
Particolari sul suo interesse iniziale per la fotografia, li fornisce lui stesso in una intervista riportata dal Corriere della Sera, in cui dichiara che nacque fin da ragazzo quando negli anni che visse a Strongoli in Calabria, paese natale dei genitori, grazie alla vasta biblioteca di famiglia, contenente moltissimi libri d'arte, lesse di tutto: «non facevo che cibarmi dalla mattina alla sera di libri d’arte». Fondamentale poi, fu anni dopo, l'incontro con uno dei fotoreporter degli anni cinquanta, Plinio De Martiis con cui dettero vita a Roma nel 1952 ad una cooperativa di fotografi che doveva sul modello della Magnum Photos fungere da agenzia fotografica internazionale. Con Garrubba e De Martiis si consolidò un gruppo di fotografi che divenne ben presto un importante riferimento del fotogiornalismo italiano, la cosiddetta "scuola romana", di cui fecevano parte Franco Pinna, Pablo Volta, Ermanno Rea, Antonio Sansone e suo fratello Nicola. Il sodalizio, che il fotografo stesso definisce in una intervista «di tipo sovietista» dura quasi un anno sciogliendosi nel 1954 per mancanza di fondi. Con i fotografi Calogero Cascio e i fratelli Sansone fondò nel 1963 l’agenzia "Realphoto".
Una tappa importante della vita sentimentale e lavorativa di Garrubba è contrassegnata dall'incontro nel 1961 con Alla Folomietova (09.11.1931 - 04.01.2019). In Polonia per la realizzazione di un reportage, il fotografo conosce Alla ad una festa a Varsavia. La conoscenza porta in poco tempo al matrimonio che durerà per quarantatré anni, ovvero fino alla scomparsa del fotografo. Subito dopo il matrimonio Alla diventa la principale assistente della vita lavorativa di suo marito fino ad accompagnarlo anche in tutti i suoi viaggi intorno al mondo per la realizzazione di servizi fotogiornalistici.
Con le sue macchine fotografiche, una Leica e una Rolleiflex, Garrubba gira l'Italia e molti paesi del mondo. Fotografa Napoli, il Sud Italia e specialmente la Calabria; Beirut, Istanbul, Ulan Bator; alcuni paesi del Maghreb (famoso il suo reportage a Casablanca in Marocco nel 1954 con la foto del militare della legione straniera e della giovane donna che lo bacia e l'abbraccia); diversi paesi dell'Est dietro la cortina di ferro, la Repubblica Democratica Tedesca, la Polonia, la Russia (famosa la sua foto realizzata nel 1957 in un mercatino degli uccelli in una Mosca innevata con una colomba bianca che fa capolino da una valigia, foto che piacque molto anche a Cartier- Bresson), la Cina, il Vietnam dove indirizza l'obbiettivo sulla gente comune e sugli aspetti della loro vita quotidiana, ma anche su personaggi della nomenklatura comunista come Mao Zedong, Chruščëv e Brežnev e Ho Chi Minh o il giovane Wojtyla in una processione quando era arcivescovo a Cracovia, sui quali realizza reportage esclusivi. I suoi reportage saranno pubblicati da riviste come Life, l'Espresso e soprattutto da Der Spiegel, con un susseguirsi di mostre in Italia e all'estero e con la realizzazione di libri fotografici.
Nel 1990 il fotografo, cessa dopo circa 45 anni, la sua attività di fotoreporter. «Si era stancato» dichiarò in una intervista. Continuerà comunque a pianificare e seguire le mostre personali e collettive come la «sua prima antologica italiana» nel 2005 a Roma: Fotografie 1953-1990.
Muore il 3 maggio 2015 all'età di 91 anni a Spoleto, città in cui risiedeva da tempo.

## I temi
(Goffredo Parise)
 I suoi natali napoletani e la provenienza dei suoi genitori calabresi nonché la sua permanenza a Strongoli in Calabria, avranno molta influenza sui temi futuri che svilupperà in tutta la sua attività fotografica. I due temi predominanti rispetto alle altre relative categorie, saranno: l'Italia del Sud, quella della gente comune, di strada, con la descrizione della loro vita quotidiana, il lavoro e le privazioni, la morte, famosa una foto del 1955 scattata in una casa in Calabria di un anziano medico di campagna ricurvo su un vecchio contadino morente mentre ausculta il cuore; e il comunismo analizzato nonostante la sua fede politica con distacco, a volte con l'ironia che ne esaltava le contraddizioni, infatti come ammise un suo critico estimatore «non [...] fu mai il propagandista o l'apologeta, per un semplice banalissimo essenziale motivo: era un fotografo autentico». Anche nei suoi reportage di importanti personaggi politici comunisti dell'epoca, non fotografava mai per esaltarne il ruolo istituzionale, è lui stesso ad asserirlo, come per le foto fatte a Leonid Il'ič Brežnev capo assoluto dell'Unione Sovietica dal 1982 al 1982: «Devo dire la verità che le persone importanti che ho fotografato mi stavano sempre antipatiche. Tant’è vero che ho tutta una serie di scatti, ad esempio di Brežnev, che se lui li avesse visti mi avrebbe preso a calci nel sedere [...] Cercavo di fotografarlo nei momenti più fetenti».
Garrubba ha fotografato soprattutto in bianco e nero prediligendolo al colore, che ha usato pochissimo. Un'altra caratteristica che lo contraddistinse è stata che anche per temi importanti, come i reportage esclusivi, non fece mai scatti a ripetizione, non fu un fotografo dallo scatto facile, scattava solo se convinto, una peculiarità che ammetteva quasi come una "deficienza" quando faceva notare che era capace di girare per le stradine di Napoli per 4-5 ore e far ritorno a casa con solo sei scatti. Fra l'altro la moglie Alla in una intervista ha detto che i negativi del marito in suo possesso erano "solo" 9.000.

### La fotografia come valore sociale
(Ermanno Rea)
Garrubba è stato definito anche il fotografo del sociale. Il suo impegno politico non annacquò infatti il suo punto di vista sul socialismo reale di cui ne documentò anche le incoerenze rifiutando la morale sociale stabilita e dominante al tempo in cui operava.
 E sono proprio i critici della fotografia e i suoi colleghi fotografi che danno su Garrubba giudizi del suo impegno sociale, che ne fecero un fotografo "diverso".
Nonostante Garrubba abbia documentato con il suo obiettivo fotografico "i grandi" della terra come i personaggi che appartennero alla nomenklatura del comunismo internazionale, fu per le strade e nelle strade che la sua fotografia ha saputo esprimere meglio condizioni e contraddizioni della gente comune come anche quella dei regimi comunisti che aveva visto delusa la speranza di un mondo migliore. Che "la strada" fu il proscenio naturale delle sue opere principali, lo ricorda il suo amico fotoreporter Tano D'Amico che fa rilevare che Garrubba stesso coniò per quel genere dominante nella sua fotografia un nuovo termine, che chiamò: la stradale. Ed è nella "stradale" che a Garrubba gli viene riconosciuto anche dai suoi stessi colleghi l'impegno sociale: «un altro che [...] dedicò la sua vita a documentare gli anni intensi delle rivoluzioni, delle lotte politiche e sociali, delle contestazioni giovanili, fra gli anni ’50 e gli anni ’70». Il fotografo napoletano definito dai critici come «colto» ed «incredibilmente ironico» seppe, a loro avviso, guardare «la realtà con spirito acuto, anche un po' romantico. Lo sguardo di chi ha creduto nei cambiamenti, politici e sociali, fotografandoli per più di quarant'anni».
Michele Smargiassi giornalista del quotidiano la Repubblica,  dove cura anche il blog Fotocrazia fa rilevare che «quando [Garrubba] si immergeva nel socialismo reale, ci trovava poi le persone reali, ed erano le loro facce a raccontargli la storia e il potere, e il rapporto degli uomini con la storia e con il potere. E indagando quel rapporto cominciò a sentirsi cogliere da quello che poi definì un sentimento di "malinconia diffusa"», e infatti è proprio Alla Fotomietova, la moglie della Polonia comunista che il fotografo aveva sposato, a raccontare quali fossero gli stati d'animo e i sentimenti provati dal marito dopo il ritorno da viaggi in cui aveva fotografato la vita reale dei paesi del regime comunista: Delusione ed amarezza per la gente che in quelle nazioni continuava a soffrire vivendo di stenti sotto regimi dittatoriali che non avevano realizzato quanto promesso dall'ideologia, un socialismo reale che aveva dimostrato nella vita pratica come l'esigenza «della speranza di giustizia per un mondo migliore» era stata non solo disattesa ma sostituita, secondo quanto asserì in una pubblicazione Ermanno Rea riportando le stesse parole di Garruba, con «uno stato di sottomissione poliziesca di quei paesi».
Da quasi tutte le fotografie di Garrubba emerge, dalle condizioni lavorative, dai visi, dalle espressione tristi e mai felici delle persone che fotografa, "il peso" di una esistenza delusa che arranca, e questo sia che fotografa l'Italia del sud come gli scugnizzi nelle stradine a Napoli, la gente al lavoro nella sua Calabria sia che fotografa i giovanissimi cinesi i cui volti denunciano l'identica impersonale espressione, un "tutto uguale" dove si "legge" la mancanza di prospettiva del domani. In queste fotografie secondo i critici, Garrubba coglie per ognuna di esse
"una storia" non avendo bisogno per forza di raccoglierne una "serie", concetto espresso anche dallo storico e critico della fotografia Diego Mormorio che parla delle sue foto come di «immagini che hanno tutte una loro autonomia».
Ed è ancora un suo collega fotografo, Cesare Colombo, che spiegando il modo di Caio di essere fotografo osserva come il coinvolgimento con i soggetti fotografati fosse per lui totalizzante, un approccio diverso, una etica sociale ben specifica e mai appartenuta, secondo Colombo, anche ai fotografi famosi a cui Garrubba si era ispirato: «Pochi ricordano le foto di Caio Garrubba, quasi mai organizzate in servizi ampi e completi. Ma proprio i suoi antichi esordi su il Mondo mostrano uno sguardo bressoniano nella immediatezza e tuttavia diverso nelle 'motivazioni' dell'accostamento al soggetto. L'adesione, la vicinanza culturale ed etica di Caio al popolo di Napoli, ad esempio, o alle borgate di Roma chiarisce una diversità assoluta dal modello di Henry Cartier Bresson. Caio era senz'altro un comunista-fideista, ma trasferiva la sua solidarietà verso gli umili in forme umanissime. Molto lontane dallo scetticismo - o cattiveria - di HCB [Henry Cartier Bresson] maestro dell'attacco 'distaccato'. Che in Italia non si è mai curato di capire il nostro carattere, chiudendoci in formidabili stereotipi. [...] Nessuno come lui in quegli anni sviluppò una pietas perfettamente colta ed organizzata sul piano formale. Forse per questo piacque - senza diventare ricco - alla stampa tedesca ed inglese... che vi riconosceva i tratti italiani migliori, quelli meno caracaturali e cialtroni. Quelli che forse HCB [Henry Cartier Bresson] e Klein [William Klein] prediligevano, ahimè».

## Lo stile e la tecnica

Logo del settimanale tedesco Der Spiegel. La rivista di Amburgo, con la maggior tiratura in Germania, è stata la testata giornalistica con cui Garrubba pubblicò all'estero più reportage che per altre testate

Garrubba è stato definito fotografo neorealista e umanista, appartenente ad una schiera di fotografi che hanno fatto conoscere «la bella fotografia» in Italia e nel mondo nel dopoguerra. Per il suo collega Cesare Colombo, il fotogiornalista fu probabilmente influenzato dal modello di fotografi umanisti francesi come Robert Doisneau, Édouard Boubat e Izis Bidermanas. Di carattere schivo e timido non cercò mai nelle sue fotografie "il sensazionale". Come il fotografo francese Henri Cartier-Bresson, di cui era grande amico, Garrubba è stato il fotografo che coglieva l'attimo in maniera «fulminea» quando qualcosa o qualcuno catturava la sua attenzione emozionandolo, «uno sguardo bressoniano nella immediatezza e tuttavia diverso nelle "motivazioni" dell'accostamento al soggetto».
Garrubba infatti è stato il fotografo del sociale, un «fotografo di lotta», e fu lui stesso ad ammettere l'influenza dello stimato Bresson di cui disse che «una sua fotografia è un racconto [ma] potrebbe essere anche una poesia concentrata», un fotografo che con la sua fotocamera aveva avuto un modo esclusivo e personale di "vedere" le cose e che non si fece «minimamente influenzare dall'esterno». Garrubba ammise che: «È stato sicuramente uno dei miei punti di riferimento» ma dichiarò anche, che, nonostante quell'influenza bressoniana, si era sempre «sentito più vicino» al fotografo documentarista statunitense Eugene Smith.
È stata la stessa critica fotografica ad accostare il nome del fotografo napoletano ai grandi nomi della fotografia internazionale, facendo notare come la notorietà di Garrubba in Italia non ebbe la stessa risonanza dei suoi colleghi in altri paesi. Lo storico e critico della fotografia Diego Mormorio ne spiega le ragioni in una scheda di una delle tante pagine dedicate al fotografo italiano in un libro che raggruppa i più rappresentativi fotografi del mondo:
(Diego Mormorio)

## Analisi e critiche al fotogiornalismo italiano
Grazie alle interviste concesse a quotidiani e riviste, Garrubba ha fatto conoscere anche il suo punto di vista, non privo di critiche, sullo sviluppo e sul valore della fotografia in Italia e del ruolo carente e inadeguato del fotogiornalista italiano. In Italia al contrario di altri paesi, ad avviso del fotoreporter, il valore del fotogiornalista è stato non solo sottovalutato ma anche bistrattato, propenso e proteso a vedere nel fotografo che documentava con immagini gli avvenimenti, un semplice "paparazzo". Ad avviso di Garrubba infatti oltre che a mancare in Italia una vera "cultura fotografica" è mancata (e manca tuttora), proprio nel campo del fotogiornalismo, la figura del photo-editor proponente di suggerimenti e direttive sulla scelta delle foto dei reportage, un gap di moltissime testate italiane che hanno segnato un enorme divario con quanto accade in altre nazioni.
Gran parte della responsabilità, secondo Garrubba, è da attribuire proprio alle testate di quelle riviste italiane che non si sono sprecate per dar risalto a servizi fotografici di reportage «classici» sul modello di riviste come la statunitense Life e della tedesca Stern. Con la rara eccezione dell'Espresso e in minor misura del settimanale L'Europeo, infatti, secondo il fotografo napoletano, fallirono perfino i tentativi di Epoca della Mondadori che aveva chiamato a collaborare perfino importanti «fotografi americani» proprio per ricalcare il modello di Life.
A Manuela De Leonardis  giornalista e collaboratrice presso la Fototeca Nazionale dell'Istituto Centrale per il Catalogo e la documentazione (ICCD) (organo del Ministero per i Beni e le Attività Culturali), che raccoglieva interviste ai fotografi più significativi nel libro A tu per tu con i grandi fotografi nel 2005, Garrubba, rispondendo alla domanda «Perché in Italia non ha avuto successo, invece all'estero era molto conosciuto?», fece un'ampia critica al fotogiornalismo italiano: «Chi è che ha avuto successo in Italia? Bavagnoli e Cagnoni erano conosciuti soprattutto all'estero. Chi sono, poi, gli altri?». Ad avviso di Garrubba, il vero problema è che da sempre, in Italia, erano mancati e continuavano a mancare i giornali che "uscivano" con le foto per cui anche i bravi fotografi suoi colleghi, anche quelli che avevano fatto «tentativi» di reportage da inchieste (quello che definiva «classico»), in Italia avevano trovato "il vuoto". La causa principale secondo Garrubba era abbastanza evidente: «L'Italia non ha avuto una cultura fotografica. Non ce l'ha tuttora» e ancora, «In Italia, il fotogiornalismo non è mai interessato. Tant'è vero che i grandi fotografi italiani non hanno lavorato per i giornali»

## Il fondo Garrubba
Nel 2017 il fondo di Mario Caio Garrubba prodotto dal 1953 al 2000, fu acquisito dall' Istituto Luce Cinecittà di Roma. Il fondo è formato da più di 100.000 pezzi, ovvero 40.000 negativi, 60.000 diapositive e da alcune stampe. L'Istituto Luce ha iniziato a digitalizzare una parte del materiale, tanto che a marzo 2022 il materiale digitalizzato e messo online constava di 4198 foto.

## Ma.Co.f. - Centro della Fotografia Italiana a Brescia
Dal 14 maggio 2016, il piano nobile del palazzo Palazzo Martinengo Colleoni di Malpaga di Brescia ospita il museo Ma.Co.f. - Centro della Fotografia Italiana. Creato per volontà dei fotografi Gianni Berengo Gardin e Uliano Lucas, in collaborazione con l'architetto Renato Corsini, il museo espone una collezione permanente di circa 240 fotografie originali di 42 tra i più importanti e rappresentativi fotografi italiani del XX secolo, tra i quali Caio Mario Garrubba.

## Rai 1: Garruba allo specialecentocinquanta anni dalla nascita della fotografia
Il 9 gennaio 1989 a Unomattina, il programma televisivo su Rai 1 realizzato in collaborazione con il TG1, per lo speciale centocinquanta anni dalla nascita della fotografia, Caio Mario Garrubba spiegò, come rappresentante di tutta la categoria, uno dei traguardi più importanti della storia della fotografia: il fotogiornalismo.

## Curiosità
- La prima foto venduta ad un collezionista fu quella realizzata a Casablanca con la ripresa del militare della Legione Straniera Francese e della ragazza che lo bacia e l'abbraccia. Fu venduta a Luisa Spagnoli nel 1961 per 80.000 lire ad una mostra del fotografo alla Galleria La Tartaruga di Roma[64].
- Una grande estimatrice del fotografo napoletano è stata Brigitte Bardot che fu fotografata ancor giovanissima da Garrubba molto tempo prima che diventasse famosa in tutto il mondo[28].
- Il suo amico e fotografo Tazio Secchiaroli asseriva che Garrubba oltre che grande fotografo fosse anche un grande cuoco e che «gli piaceva moltissimo il suo polpettone». Ma fu lo stesso Garrubba in una intervista con fare stizzito a ribattere: «Grande cuoco per il polpettone?» facendo notare al suo intervistatore che sapeva fare molto bene anche il «"fritto napoletano", la "parmigiana con le melenzane", gli "spaghetti alle vongole"» ma che cucinava molto bene anche il sartù di riso e il «timballo di maccheroni in pasta»[65].

## Mostre
Oltre a diverse mostre in molte città italiane, Garruba ha esposto i suoi lavori in città dell'Europa dell'Est in cui aveva realizzato parte dei suoi reportages come Mosca e San Pietroburgo in Russia, e Vilnius in Lituania; nell'Europa occidentale come in Germania, Francia e Svizzera, oltre che in Canada.

### Personali
- 1961: Un punto di vista, Galleria La Tartaruga, Roma
- 1963-1964: Sguardo sulla Cina, Pesaro, Palermo, Genova e Roma
- 1969: I cinesi, Il Diaframma, Milano
- 1969: Caio Carrubba, Mosca
- 1969: Caio Carrubba, Vilnius
- 1970: New! York City Transit System, Galleria La Tartaruga, Roma
- 1973: Napoli d‘inverno, Villa Pignatelli, Napoli
- 1988: Caio Carrubba, Mosca
- 1988: Dal punto di vista, San Pietroburgo
- 1988: Caio Garrubba, Vilnius
- 1992: Uno & Due, Punto Eggi / Eggi di Spoleto, Spoleto
- 2005: Caio Mario Garrubba - Fotografie 1953-1990 - Arte contemporanea, Centro commerciale Cinecittà 2, Roma
- 2010: Out book. Moltiplicazioni e sconfinamenti del libro d'artista contemporaneo, Spoleto
- 2015: Il Sacro, Palermo
- 2015: La Calabria di Caio Carrubba, Festival del Peperoncino, Diamante
- 2016: Il mondo di Caio M. Garruba, Punto Eggi / Eggi di Spoleto, Spoleto
- 2016: Caio Garrubba. Cina 1959, Loggia degli Abati, Genova
- 2017: Caio Mario Garrubba. I cinesi nel 1959, Brescia Photo Festival, Brescia[67]
- 2019: Lontano. Caio Mario Garrubba. Fotografie. La Galleria Nazionale, Roma
- 2021: Caio Mario Garrubba. FREElance sulla strada. Palazzo Merulana, Roma

### Collettive
- 1965: Weltausstellung der Photographie, Germania
- 1967: The Camera as Witness, Canada
- 1968: Photokina, Colonia
- 1968: Weltausstellung der Photographie, Germania
- 1973: Weltausstellung der Photographie, Germania
- 1978: Appunti sulla storia del fotogiornalismo, Il Diaframma, Milano
- 1978-1979: Per una storia del fotogiornalismo in Italia Milano, Torino, Palermo, Sorrento
- 1981-1982: L'informazione negata, Bari, Cagliari, Milano
- 1983:  Premio Scanno — Scanno
- 1990: Il mondo dei fotografi, Istituto nazionale per la grafica, Roma
- 2005: Il fotogiornalismo in Italia 1945-2005, Linee di tendenza e percorsi, Palazzo Bricherasio, Torino, Milano, Cagliari, Montpellier
- 2006: Pogrom a Leapoli 1941, Punto Eggi / Eggi di Spoleto, Spoleto
- 2008: Photo20º, maestri della fotografia del XX secolo, Lugano
- 2010: La fotografia in Italia - 1945-1975, Centro internazionale di Fotografia, Milano ()
- 2014: Il Piacere dell'occhio, Galleria Biffi Arte, Piacenza (Wall Street International)
- 2014: Fotogiornalismo e Reportage, Galleria Civica, Modena (Wall Street International)
- 2016:  Nostalgia di grigio - Mostra dei grandi fotografi del 900, Art House Gallery, Bagno Vignoni ( Archiviato il 10 ottobre 2016 in Internet Archive.)

## Premi
- 1965: 1º Premio Internazionale di fotografia (ex aequo), Genova

### Libri fotografici di Garrubba
- I cinesi, Milano 1959
- Le due Germanie, Amburgo 1963
- China, New York 1963
- con Goffredo Parise, Lazzaro alla tua porta, Roma, AVE, 1967.
- Crotone colori d'antiche pietre, Chiaravalle Centrale, Frama Sud, 1987.
- Caio Garrubba, Milano, Gruppo editoriale Fabbri, 1983, ISBN 978-88-581-1397-4.
- Napoli d'inverno. Caio Garrubba 1956-1983, Milano, Electa, 1983.
- Caio Mario Garrubba -Fotografie, Roma, Peliti Associati Editore, 2000.

#### Libri fotografici di Garrubba in altre lingue
- (DE)  Totale Photographie di Karl Pawek, Olten/Friburgo, 1960
- (DE)  Weltausstellung der Photographie, Amburgo 1964, 1968, 1973
- (DE)  Revision einer Legende, Monaco 1995